# 潭西街道
潭西街道，是中华人民共和国广西壮族自治区柳州市柳南区下辖的一个乡镇级行政单位。

## 行政区划
潭西街道下辖以下地区：
柳泥社区、潭西社区、河西社区、柳太社区、十一冶社区、基隆村、渡口村和磨滩村。